# Ouara (Mbomou)
Der Ouara (manchmal auch Wara, Ouarra oder Warra) ist ein Fluss in der Zentralafrikanischen Republik.

## Verlauf
Der rechte Nebenfluss des Mbomou entspringt im Osten der Zentralafrikanischen Republik, direkt an der Grenze zum Südsudan. Er bildet in seinem Unterlauf die Grenze zwischen den beiden Präfekturen Mbomou und Haut-Mbomou. Seine Länge wird mit 354 km angegeben.

## Hydrometrie
Durchschnittliche monatliche Durchströmung des Ouara gemessen an der hydrologischen Station in Dembia, direkt an der Mündung in den Mbomou in m³/s (1953–1976).